# Đại Đồng, Yên Bình
Đại Đồng là một xã thuộc huyện Yên Bình, tỉnh Yên Bái, Việt Nam.

## Địa lý
Xã Đại Đồng nằm ở phía tây huyện Yên Bình, có vị trí địa lý:
- Phía đông giáp xã Vĩnh Kiên và xã Vũ Linh
- Phía tây giáp thành phố Yên Bái
- Phía nam giáp thị trấn Yên Bình
- Phía bắc giáp xã Tân Hương.

Xã Đại Đồng có diện tích 35,86 km², dân số năm 2019 là 3.099 người, mật độ dân số đạt 82 người/km².

## Lịch sử
Ngày 28 tháng 1 năm 1967, Bộ trưởng Bộ Nội vụ đã ra quyết định số 24-NV về việc giải thể xã Đại Đồng và điều xóm Đá Chồng thuộc xã Đại Đồng (vừa mới giải thể) vào xã Hương Lý.